# Ouled Dlim
Ouled Dlim (franska: Ouled Dlim (CR), Ouled Dlim (Commune Rurale), arabiska: اولاد حسون) är en kommun i Marocko.   Den ligger i prefekturen Marrakech och regionen Marrakech-Safi, i den norra delen av landet, 270 km sydväst om huvudstaden Rabat. Antalet invånare är 14 736.